# 事務職
事務職（じむしょく）とは、主に机上で職務を行う職業の俗称。一般的に「事務職」と呼ばれる職務を大別すると一般事務・営業事務・経理事務・総務事務・人事事務・受付事務・貿易事務・学校事務・医療事務・介護事務・調剤薬局事務などがある。病院・学校などで事務職を指揮監督する職は一般的に事務長と呼び、所属機関の規模によって事務部長と呼ばれることもある。

## 事務職の種類・一般事務との差異
これらは「一般事務の職務内容」だけでなく、それぞれ営業職支援・経理・総務などの職務も行う。しかし、会社によっては、彼らに一般事務的な職務内容は一切させないところもある。「IT事務」ならば、基本的には「ITに関連する業務」をメインに任されながらも、書類の作成・電話やメール対応など一般事務の内容も担当する。事務職の中には医療事務、労務事務がある。基本的に一般事務とは異なり、経理事務ならば「経理のスキル」、労務事務には「労務の知識」など特定のスキルが必須である。一般事務は「OA事務」とも呼ばれ、仕事内容は資料や契約書など書類作成、来客対応・メールや電話対応、データ入力を担当している。定時退社が基本で、デスクワーク中心なため、特別なスキルや資格が応募資格にしていないことが多く、未経験者からも人気な職種である。そのため、給料は高くないのにもかかわらず、一般事務は有効求人倍率が「1」を下回っており、求人数に対する応募者数が多いことから競争率は高い。
企業の場合、経理、総務、法務などの管理部門や間接部門（アドミニストレーション）がこれに当る。簿記や会計もこれに含まれることがある。また、OL(オフィスレディー)は「事務職の女性」を指して使われているが、男女同権の視点からOLではなく、事務職と呼ばれることもある。
時に、「営業職」の対比語として用いられることがある。
現代では様々な事務職・デスクワーク職が存在し、IT事務、経理事務、医療事務、学校事務など様々なモノがある。